# 軛根鯨
軛根鯨（Zygorhiza）是已滅絕的鯨魚，化石發現於美國和紐西蘭。

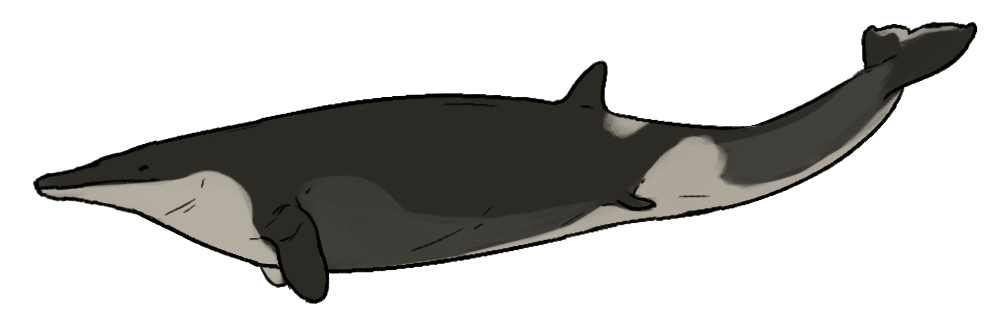
復原圖

軛根鯨與龍王鯨有關，但卻較為短小。牠約有6米長。軛根鯨的鰭可以在肘部活動。牠的後肢並不發達。牠的頭顱骨長1米，有強壯的顎骨及牙齒。軛根鯨的頸部有7節脊骨。